# Dreuil-lès-Amiens
 Dreuil-lès-Amiens  es una población y comuna francesa, en la región de Picardía, departamento de Somme, en el distrito de Amiens y cantón de Amiens 1.er (Ouest).

## Demografía
| 569 | 602 | 1077 | 1408 | 1613 | 1476 | 1290 |
| Para los censos de 1962 a 1999 la población legal corresponde a la población sin duplicidades (Fuente: INSEE [Consultar]) |     |      |      |      |      |      |